# Victor Sköld
Pour les articles homonymes, voir Sköld.
Victor Sköld, né le 31 juillet 1989 à Kalmar, est un footballeur suédois. Il évolue au poste d'attaquant avec le club suédois de Landvetter IS (en).

## Biographie
Chez les jeunes, il joue pour le Holmalunds IF, équipe de la ville d'Alingsås puis part en 2006 pour l'IF Elfsborg. Avec cette dernière, il remporte la Gothia Cup en juillet 2008.
En 2010, il en est à sa première expérience en tant que professionnel où il termine la saison avec 9 buts en 28 matches en Superettan, ce qui ne sera pas suffisant pour éviter la relégation du FC Trollhättan.
En 2012, il est transféré au Falkenbergs FF. Pour sa première année avec le Falkenbergs FF, il marque 7 buts. L'année suivante, il obtient le titre de meilleur buteur du championnat avec 20 buts, ce qui permet au Falkenbergs FF de terminer à la première place et de remporter une première promotion historique en Allsvenskan.
Toutefois, au cours de cette saison, au cours de l'été, il est transféré à l'Åtvidabergs FF. Le 21 avril 2014, contre le Gefle IF, lors de la cinquième journée de championnat, il marque son premier but en Allsvenskan.
En juillet 2015, l'Åtvidabergs FF reçoit et accepte une offre de l'IFK Göteborg pour Sköld. À l'IFK Göteborg, il n'est que peu de fois titulaire. Il dispute tout de même trois matchs en Ligue Europa, marquant un but. 
En juillet 2016, il est cédé à l'Örebro SK, une équipe cherchant un remplaçant à Karl Holmberg.

## Palmarès
- Champion de Suède de D2 en 2013 avec le Falkenbergs FF